# Yaqueling (köpinghuvudort i Kina, Hubei Sheng, lat 30,65, long 111,59)
Yaqueling är en köpinghuvudort i Kina. Den ligger i provinsen Hubei, i den centrala delen av landet, omkring 260 kilometer väster om provinshuvudstaden Wuhan. Antalet invånare är 56 089. Befolkningen består av 27 645 kvinnor och 28 444 män. Barn under 15 år utgör 9,0 %, vuxna 15-64 år 79 %, och äldre över 65 år 11,0 %.
Runt Yaqueling är det tätbefolkat, med 356 invånare per kvadratkilometer. Yaqueling är det största samhället i trakten. Trakten runt Yaqueling består till största delen av jordbruksmark.
Genomsnittlig årsnederbörd är 1 199 millimeter. Den regnigaste månaden är augusti, med i genomsnitt 174 mm nederbörd, och den torraste är december, med 14 mm nederbörd.